# 聖伊內斯 (巴拉那州)
聖伊內斯（葡萄牙語：Santa Inês）是一個位於巴西南部巴拉那州的市鎮。